# A Milli
"A Milli" er et nummer fra Lil Waynes album Tha Carter III. Nummeret er produceret af Bangladesh og blev af MTV kåret som den bedste hiphop-nummer i 2008, og i 2009 vandt A Milli en grammy.
Der er blevet lavet adskillige remix af nummeret, og på dansk har Nik & Jay og L.O.C sammen med Orgi-E lavet versioner med udgangspunkt i nummeret.